# Altmerdingsen
Altmerdingsen is een plaats in de Duitse gemeente Uetze, deelstaat Nedersaksen, en telt, volgens een door de Duitse Wikipedia geraadpleegd artikel in een lokale krant, 578 inwoners (2021).
In het dorpswapen is een hunebed uit de tijd van de mensen van de Trechterbekercultuur afgebeeld, waarvan in 1930 sporen werden ontdekt. Het dorp Altmerdingsen ontstond als wegdorp in de 18e eeuw. Het is overwegend nog een boerendorp. Ten noorden van het dorpje ligt het bos Schilfbruch. Ten oosten van Altmerdingsen liggen enige door bos omgeven recreatieplassen, zie onder Uetze.

## Dorpen en gehuchten van Altmerdingsen
- Altmerdingsen
- Flütjenburg
- Klein Uetze
- Krätze
- Krausenburg